# Lygodium volubile
Lygodium volubile är en ormbunkeart som beskrevs av Olof Peter Swartz. Lygodium volubile ingår i släktet Lygodium och familjen Lygodiaceae. Inga underarter finns listade.